# Alexandru Smochină
Alexandru Smochină (n. 28 iunie 1915, Mahala, raionul Dubăsari, RSS Ucraineană, URSS – d. 3 iulie 2002, București, România) a fost jurist și deținut politic român.

## Biografie
Alexandru Smochină s-a născut satul Mahala, suburbie a orașului Dubăsari, gubernia Herson, Imperiul Rus, pe 28 iunie 1915fiind al doilea copil al Agaphiei și a lui Nichita Smochină. La ocuparea Transnistriei de Armata Roșie, Nichita Smochină, fost ofițer în armata imperială și deputat în Rada Ucrainei s-a refugiat în ianuarie 1920 în România, doar cu soția. Cei doi mai încercaseră de Crăciun să treacă Nistrul, pe 25 decembrie 1919, dar au fost dați înapoi de grănicerii români. Alexandru și sora lui Claudia au rămas în grija bunicii din partea tatălui, „mâca Anghelina”. Copilăria a fost deosebit de grea datorită lipsurilor materiale și a depărtării de părinți. La 14 iunie 1926, Nichita Smochină după aproape 7 ani a reușit să-și recupereze copii din Transnistria, întreaga familie locuind la Iași. Alexandru a urmat cursurile primare la Școala ,,Vasile Alecsandri” din Iași, iar după absolvirea acestora, în urma examenului, a urmat cursurile la  Liceul Internat „Negruzzi” din Iași.
După promovarea examenului de bacalaureat s-a înscris  la Facultatea de Drept a Universității din Iași, iar în anul 1941 a susținut examenul de licență. După absolvirea facultății, Alexandru s-a angajat la Institutul Central de Statistică, Direcția de Studii, condusă de Anton Golopenția. În anul 1942, a fost o scurtă perioadă redactor la cotidianul Transnistria, în care a publicat 11 articole. În perioada 1941-1944 a fost subprefect în Guvernământul Transnistriei, inițial la Berezovka și apoi la Tiraspol. Smochină a întemeiat la Tiraspol Cercul Moldovenesc și a fost președintele Institutului Științific. După retragerea din Transnistria, familia s-a mutat la București și Alexandru a lucrat ca avocat. La 20 decembrie 1948 Alexandru a fost arestat de  securitatea română și predat sovieticilor. A fost judecat pe baza art. 54 Cod Penal ucrainean, punctul 4 nerecunoașterea sistemului bolșevic și lupta împotriva lui, la care s-a adăugat românizarea moldovenilor precum și punctul 10, aliniatul 1, a., propagandă antisovietică pe timp de război. A fost deportat în Siberia, la 21 februarie 1949, la Magadan, apoi la Verhoiansk și pe urmă la Kolîma, Republica Yakuția, dincolo de Cercul Polar, unde temperaturile coboară iarna la până la – 70 de grade.  
Decizia formală de judecare luată de Consfătuirea Specială a U.R.S.S., la 16 aprilie 1949, a fost de condamnare la 25 de ani de gulag. A lucrat în minele și în fabricile de prelucrare a metaloizilor, cele mai multe fiind radioactive. A fost eliberat la 9 aprilie 1956, recunoscându-i-se cetățenia română. Repatrierea s-a făcut cu întârziere, din cauza refuzului guvernului Petru Groza de a fi reprimiți în țară. Perioada petrecută în gulag este descrisă pe larg în volumul Alexandru Smochină, Care Patrie?, editor Vadim Guzun, Editura Argonaut Cluj-Napoca, apărută post-mortem în 2014. După revenirea în țară nu a mai putut practica avocatura și s-a putut angaja doar controlor la I.T.B. 
În anul 1964, a reușit să fie angajat ca bibliograf principal la Biblioteca Academiei Române, loc în care și-a desfășurat activitatea până a ieșit la pensie. După revoluția din 1989, în anul 1991 a fost în vizită la rudele în Basarabia. A vrut să viziteze casa părintească de la Mahală, în care a copilărit, dar nu i s-a permis. În Basarabia a suferit o criză cardiacă și a fost tratat la Chișinău unde i s-a montat un stimulator cardiac (pacemaker). Șansa pe care i-au oferit-o doctorii de la Chișinău a descris-o într-un articol publicat în  Moldova Suverană. A fost membru al „Asociației Foștilor Deținuți Politici”. Alexandru Smochină a murit la 3 iulie 2002 și a fost îngropat în cimitirul „Iancu Nou”, alături de soția Iulia. Despre prezentarea personalității lui Alexandru Smochină merită menționată emisiunea  "Nichita și Alexandru Smochină. Vieți irosite în Gulag și în comunism", Radio România Actualități, Istorica, 14 mai 2018.   

## Familie
- Părinți: Agaphia (Ciobanu) (16 martie 1894, Mahala - 18 iulie 1951, București) și Nichita Smochină (14 martie 1894, Mahala - 14 decembrie 1980, București).
- Copii: Elvira Veronica (n. martie 1943, București), căsătorită cu Corneliu Podeanu (1965); divorțată și recăsătorita cu Dorin Robea (1981)
- Nepoți: Dan Mircea (n. 1970, București); Corina Elena (n. 1984, București); Alexandru n. 1985, București)

## Activitate științifică
- Articole publicate
- „Influența și profeția lui Dostoievski asupra revoluției ruse”, Moldova Nouă, Iași, nr. 2-3, 1935, pp. 260-291.
- „Moldova de dincolo de Nistru”, Dacia, București, anul I, nr. 5, 15 iulie 1941.
- „Literatura Republicii Moldovenești Sovietice”, Moldova Nouă, Iași, nr. 4, 1936, pp. 355-371.
- „Componența etnică a republicii moldovenești”, Moldova Nouă, București, nr. 1-3, 1941, pp. 170-178; broșură, Editura Bucovina, București, 1943.
- „Destăinuirea unui slujitor al altarului”, Cartea Moldovanului, nr. 1, 1943, pp. 186-188.
- „Ideile lui '48 în reforma lui Cuza”, Studia et acta musei Nicolae Bălcescu, 1962.
- „Românii din Republica Moldovenească”, A.N.R., fond Nichita Smochină, dosar 8/1968, filele 201-204.
- „A doua naștere”, Moldova suverană, Chișinău, 1991.
- „Nichita P. Smochină”, Cugetul, nr. 5-6, Chișinău, 1992, pp. 41-49.
- Cărți publicate post mortem
- Alexandru Smochină, Nichita Smochină: vox clamantis in deserto. Editor Vadim Guzun, seria Afaceri Orientale, Editura Argonaut, Cluj-Napoca, 2014, 308 p.
- Alexandru Smochină, Care patrie? Memoriile unui subprefect român în Transnistria. Editor Vadim Guzun, seria Afaceri Orientale, Editura Argonaut Cluj-Napoca, 2014, 740 p.
- Lucrări în cadrul echipei de identificare a românilor de la est de Bug[6]
- „Așezarea și răspândirea românilor în Ucraina și Rusia”, 24 mai 1941.
- „Din așezările românilor de peste Nistru”, referat.
- „Așezarea Republicii Moldovenești,  referat, 2 iunie 1941.
- „Vechimea satelor românești de peste Nistru”, 13 iunie 1941.
- „Harta Republicii Moldovenești”, referat, 4 iunie1941.
- „Pomicultura și viticultura în Basarabia și Republica Moldovenească”, referat, 25 iunie 1941.

- Activitate editorială
- Redactor, cotidianul Transnistria, 1942.